# Седелец
Седѐлец е село в Югозападна България, община Струмяни, област Благоевград.

## Население

### Етнически състав
Преброяване на населението през 2011 г.
Численост и дял на етническите групи според преброяването на населението през 2011 г.:
|                     | Численост |
| Общо                | 32        |
| Българи             | 32        |
| Турци               | -         |
| Цигани              | -         |
| Други               | -         |
| Не се самоопределят | -         |
| Неотговорили        | -         |

## География
Село Седелец се намира на около 47 km южно от областния център Благоевград, около 11 km запад-югозападно от общинския център Струмяни и около 15 km запад-северозападно от град Сандански. Разположено е в южните разклонения на Малешевска планина. Надморската височина при църквата е около 780 m, нараства до около 815 m в северозападния край на селото, а на югоизток намалява до около 740 – 750 m.
Общински път от Седелец на юг минава през село Махалата до разклон на пътя, идващ от изток от село Вълково през селата Палат и Игралище и водещ на запад към село Никудин.
Землището на село Седелец граничи със землищата на: село Цапарево на север и североизток; село Кърпелево на североизток; село Микрево на североизток; село Велюшец на изток; село Махалата на юг; село Никудин на югозапад; село Колибите на запад.
В землището на село Седелец има 5 микроязовира.
Населението на село Седелец, наброявало 342 души при преброяването към 1934 г. и 469 към 1956 г., намалява до 19 (по текущата демографска статистика за населението) към 2020 г.
При преброяването на населението към 1 февруари 2011 г., от обща численост 32 лица, за 32 лица е посочена принадлежност към „българска“ етническа група.

## История
В „Етнография на вилаетите Адрианопол, Монастир и Салоника“, издадена в Константинопол в 1878 година и отразяваща статистиката на населението от 1873 година, Сиедец (Siédets) е посочено като село с 26 домакинства и 80 жители българи.
В 1901 година Христо Куслев основава в Седелец комитет на Вътрешната македоно-одринска революционна организация.
При избухването на Балканската война през 1912 година един жител на селото е доброволец в Македоно-одринското опълчение.